# 林仁波切
克傑·林仁波切（Kyabje Ling Rinpoche），又稱林仁波切、铃仁宝哲，西藏格魯派的祖古傳承之一。

## 第六世林仁波切
第六世林仁波切，名為圖登·隆朵·納杰·欽列（Thupten Lungtok Namgyal Thinley，1903年11月6日—1983年），生於西藏雅布，他是帕繃喀仁波切座下四大門徒之一，曾任第97任的甘丹赤巴（Gaden Tripa），也是第十四世達賴的親教師。
他生於西藏雅布，在拉薩北方。七歲時，經由第十三世達賴喇嘛與乃瓊護法的認證，認定他是林仁波切的轉世。10歲進入哲蚌寺洛色林，舉行坐床儀式。1919年，由第十三世達賴喇嘛為他授沙彌戒，隨後開始研習五部大論。1922年第十三世達賴喇嘛為他授具足戒。
1924年，他以過人的才智，得到最高的格西資格。1983年逝世。

## 外部連結
- 林仁波切 （页面存档备份，存于）